# Ільзе Бішофф
Ільзе Бішофф (англ. Ilse Bischoff; 21 листопада 1901, Нью-Йорк — 6 грудня 1990) — американська художниця, ілюстраторка книг і письменниця. Знана завдяки майстерній роботі у техніці дереворит, крім того, малювала олійними фарбами та казеїном, а також олівцем. Залишалася відданою образотворчому мистецтву протягом усього свого життя, обираючи людські фігури для своїх основних сюжетів протягом більшої частини кар'єри та звертаючись до натюрмортів ближче до кінця. Вона ілюструвала багато книг, а дві з них написала. Сімейний достаток дозволив їй займатися різними аспектами своєї кар'єри, не турбуючись про критику чи дохід.
Здобула художню освіту в Нью-Йорку та Мюнхені, більшу частину життя подорожувала Європою та мала студії у своїх будинках у Нью-Йорку та Вермонті. На початку кар'єри виграла головний приз на першій щорічній виставці американських дереворитів, організованій Філадельфійським друкарським клубом. Книга, яку вона написала в середині кар'єри, отримала беззастережну похвалу оглядачів, а наприкінці її кар'єри директор художнього центру похвалив її «рішучий вибір природних сюжетів» і сказав, що її роботи передають «красу, дотепність і чарівність справжньої реальності».

## Біографія
Народилася 21 листопада 1901 року в Нью-Йорку. З дитинства любила малювати, і, коли підросла, мати заохочувала це захоплення. З дитячого садка до дванадцятого класу навчалася в школі Гораса Манна, ліберальний спільний навчальний компонент Колумбійського педагогічного коледжу, розташованого на території університету. Артдиректорка школи, Белль Боас, допомогла Бішофф розвинути її інтерес до мистецтва у творчу навичку. Боас з колегою-вчителькою Люсією Вільямс Демент викладали, використовуючи інноваційний метод, спрямований, як вони писали, «на індивідуальність самовираження». Вони просили учнів працювати з натури, а не копіювати відомих художників, і, розглядаючи відомі твори мистецтва, головною метою вважали розвиток «критичного судження» своїх учнів. У публікації 1917 року вони написали про свій підхід, де описували навчальну програму Гораса Манна: «Робота повинна розвиватися вгору з погляду дитини, а не вниз з погляду дорослого, тим самим зберігаючи безстрашний, наївний, дитячий інтерес і самовираження, на що звичайний дорослий розум зазвичай озирається як на втрачений Едем». Попри великі статки сім'ї, які гарантували Бішофф забезпечене майбутнє, мама заохочувала її відвідувати школу, де вона могла б навчитися корисного ремесла. Після закінчення школи Гораса Манна 1919 року вступила до Нью-Йоркської школи ужиткового дизайну для жінок, де отримала гарну підготовку з ужиткового мистецтва, навчившись створювати ретельно точні малюнки квітів. 1920 року вступила до Школи дизайну Парсонса (у той час Нью-Йоркська школа образотворчого та ужиткового мистецтва), де вивчала переважно дизайн костюмів. Потім, зрозумівши, що воліла б працювати в галузі красних мистецтв, вона вступила до Ліги студентів-художників, де навчалася ілюстрації та живопису у Френка Дюмона, а офорту та літографії — у Джозефа Пеннелла.
Батьки Бішофф були американцями німецького походження, і вдома сім'я розмовляли німецькою. За її словами, англійська фактично була її другою мовою в дитинстві. Її вільне володіння німецькою мовою дало їй перевагу, коли, починаючи з 1922 року, вона почала регулярно їздити до Німеччини й інших європейських країн для вивчення мистецтва. Окрім років Другої світової війни, вона відвідувала Європу майже щороку. Найдовший період її закордонних подорожей припав приблизно на 1927—1928 роки, коли вона перервала навчання в Лізі студентів-художників заради приватного навчання в Мюнхені під керівництвом німецького портретиста та графіка Георга Бюхнера (1858—1914). Після повернення з Мюнхена Бішофф завершила освіту в Лізі студентів-художників.

## Кар'єра в мистецтві
Під час навчання в Мюнхені Бішофф навчилася деревориту та 1927 року отримала головний приз на першій щорічній виставці американських дереворитів, організованій Філадельфійським друкарським клубом за роботу «Додому». На картині «дві селянки, схилених від важко навантажених кошиків на спинах, які стомлено прямують дорогою», критик газети «The Philadelphia Inquirer» високо оцінив «цікаву концепцію». Через рік Бішофф показала дереворити й акварельні розмивки на персональній виставці в галереї «Ferargil» у Нью-Йорку. Роком раніше спробувала себе у книжковій ілюстрації та включила деякі дереворити того періоду до виставки. Критик газети «Нью-Йорк таймс» назвав роботи «ефектними», а малюнки «цікавими». 1929 року Філадельфійський друкарський клуб влаштував їй персональну виставку, на якій були представлені деякі з її робіт, які критик назвав «славетними дереворитами», що демонстрували «сучасність за відчуттями та виконанням, а за настроєм втілювали як похмурість, так і гумор». Наступного року Джон Слоун вибрав роботу Бішофф для пересувної виставки «П'ятдесят гравюр року», спонсорованою Американським інститутом графічних мистецтв. У своїй статті для «Parnassus» Гертруда А. Ротшильд зазначила, що дереворити Бішоффа демонструють «вишукану стриманість» у зображенні «спраглих до видовищ облич на кориді». Того ж року вона також представила свої роботи на четвертій щорічній виставці дереворитів Філадельфійського друкарського клубу, зокрема іспанські сюжети, які критик оцінив як особливо майстерні.
1930 року Бішофф орендувала простору художню студію та квартиру в будівлі Sherwood Studio Building на Мангеттені. Того року вона показала свої дереворити на другій щорічній виставці Філадельфійського друкарського клубу. Рецензуючи роботи, Ч. Г. Бонте відзначив дві з них: «На ярмарку в Севільї» та «Циганські танцівниці». Протягом 1930-х років Бішофф продовжувала виставляти свої роботи на виставках дереворитів, зібраних Філадельфійським друкарським клубом для Бруклінського музею. В одному з оглядів виставки 1931 року, один критик сказав, що робота Бішофф «Похорон у Радянській Росії 1930 року» «цілком може бути позачасовою у зображенні слов'янського селянського горя». Протягом цих років вона також брала участь у групових виставках у Салонах Америки (1934), Національній академії (1945), Пенсільванській академії образотворчих мистецтв (1937) та Музеї американського мистецтва Вітні (1937).
1942 року, коли війна завадила їй проводити літо в Європі, вона купила будинок у Гартленді, штат Вермонт, і залишалася там з травня по жовтень. Однак вона не занурилася у сільське життя, а продовжувала вважати себе гостею з Мангеттену.
На другій щорічній виставці «Портрет Америки» 1945 року у Нью-Йорку картина Бішоффа «Гарлемська ложа» отримала нагороду в розмірі 500 доларів. Створена приблизно 1934 року, на картині зображено афроамериканських глядачів у ложах театру «Альгамбра» в Гарлемі. Вона гастролювала країною наприкінці 1930-х років у рамках виставки з 32 картин, зібраної Пенсильванською академією витончених мистецтв за сприянням Американської федерації мистецтв. Хоча зображені на ній фігури здаються карикатурами, робота отримала схвальну критику, а також приз. Критики вважали її гумористичною, драматичною і навіть потужною. Назвавши її однією з найяскравіших робіт на виставці, критик сказав, що вона «витончена та насичена», і похвалив композицію як «виключно добре виконану». Бішофф зберегла картину і 1948 року передала її галереї Дартмутського коледжу, розташованої за кілька миль від її літнього будинку в Гартленді. У Дартмуті виставлялися роботи з 1947 року до кінця її кар'єри, зокрема 1947 (сольна), 1949 (сольна), 1954 (групова з трьох), 1955 (сольна), 1961 (групова), 1966 (ретроспектива) та 1986 (сольна).
Персональна виставка її робіт 1968 року у Центрі мистецтв Південного Вермонту викликала суперечливі відгуки серед місцевих критиків. У статті газети «Rutland Daily Herald» від 10 липня Том Слейтон написав, що показані нею картини були «технічно чудовими», але передали «синтетичні емоції». Він скаржився, що портрет під назвою «Мері» був поблажливим зображенням «хорошого негра», якому бракувало «реального життя». Через тиждень Джеймс Л. Монтегю, голова Центру мистецтв Південного Вермонту, написав листа редактору газети «Rutland Daily Herald», у якому цитував керівника відділу мистецтв Дартмута у відповідь Слейтону. У цитаті вихвалялося «майстерне, точне малювання Бішофф, її ніжне, впевнене колоритне виконання та її рішучий вибір природних сюжетів» і зазначалося, що її роботи передають «красу, дотепність і чарівність справжньої реальності». 19 липня, у статті для «Bennington Banner», Джером Вічелнс назвав її картини «стереотипними, наслідувальними та зовсім позбавленими оригінальності». Він скаржився, що, на його думку, Бішофф ніби уникає абстракції, «переходячи на бік якогось заплутаного репрезентативного реалізму».
Протягом усієї своєї кар'єри Бішофф безжально знищувала роботи, які вважала недостатньо хорошими. В усному інтерв'ю, яке вона дала наприкінці свого життя, сказала: «У мене були чудові прибирання в моїх студіях, коли я, як вихор, проносилася крізь речі, рвала їх на шматки та кидала у вогонь. Після цього я завжди почуваюся очищеною». Вона не шукала прихильності критиків і колекціонерів. У тому ж інтерв'ю сказала: «Я задоволена, коли людям подобаються мої картини, якщо я вважала, що вони розбираються або просто мають добрий смак, але я ніколи не прагнула публічності. Мені подобалося схвалення, але я не прагнула його».
Померла у своєму літньому будинку у Вермонті 5 грудня 1990 року.

### Художній стиль
Інтерв'ю з Ільзою Бішофф, 1982 (Archives of American Art, Smithsonian Institution)
Протягом більшої частини своєї кар'єри Бішофф вибирала переважно людські фігури як сюжети. Вона високо цінувала таких славетних портретистів, як Альбрехт Дюрер і Джон Сінгер Сарджент, як своїх керівників, але не надавала великого значення своїй майстерності у відтворенні людської подоби. Коли вона почала проводити більше часу, працюючи у своєму літньому будинку у Вермонті, то більше зверталася до натюрмортів, оскільки там не було доступних моделей. Віддана власній версії реалізму з раннього віку, вона не усвідомлювала чистого абстракціанізму до сміливого початку своєї кар'єри, а зіткнувшись з ним, одразу відмовилася. Вона сказала, що їй «подобалася маленька ніша», яку вона для себе створила, і «відразу ж продовжила працювати в ній».
Приблизно до 1955 року працювала з оліями, а потім за пропозицією свого друга Пола Кадмуса почала працювати з казеїном. Пізніше вона сказала, що, на відміну від більшості художників, протягом своєї кар'єри перейняла дедалі контрольованіший, ретельніший стиль, тоді як вони, на її думку, з віком ставали вільнішими.

### Кар'єра ілюстраторки
Попри відомість Бішофф як ілюстраторки книг протягом усієї її кар'єри, сучасні джерела дають лише непряму інформацію про початок і розвиток її роботи в цій галузі. 1927 року, коли вона почала виставляти свої роботи, її перші книжкові ілюстрації з'явилися в дитячій книзі «Скарб Марті Лу» авторства Мері Дікерсон Донахі (Гарден-Сіті, Нью-Йорк, Doubleday, Page & Co.). Наступного року її дереворити з'явилися у збірці албанських народних казок: «Жіночі хитрощі й інші албанські казки» у перекладі Пола Фенімора Купера (Нью-Йорк, видавництво W. Morrow & Company). 1930 року вийшло друком п'ять книг з її дереворитами або малюнками: «Спокуса Святого Антонія» у перекладі Сайруса Брукса (Нью-Йорк, видавництво I. Washburn), «Ганзель-гусак» Кетрін Кюблер (Нью-Йорк, видавництво W. Morrow & Co), «Вулиця островів» Старка Янга (Нью-Йорк, видавництво C. Scribner's Sons), «Карл й Анна» Леонарда Франка (Нью-Йорк, видавництво G.P. Putnam's Sons), «Ніч перед Різдвом» Клемента К. Мура (Нью-Йорк, видавництво Holiday House).
Протягом 1930-х років продовжувала створювати ілюстрації до книг, зокрема до «Гей Мадлен» Етель Калверт Філліпс (Нью-Йорк, Houghton Mifflin Co., 1931), «Катріна виростає» Гелен Егглстон Гаскелл (Нью-Йорк, EP Dutton & Co., 1932), «Птах почав співати» Рейчел Філд (Нью-Йорк, W. Morrow & Co., 1932), «Борода старого Даантже» Леонарда Роггевіна, перекладена Девідом К. Де Йонгом (Нью-Йорк, Appleton-Century Co., 1933) й «У каліко та криноліні» Елеонори Марії Сікелс (Нью-Йорк, Viking Press, 1935).
Дві книги, «Дитячі пісеньки Нью-Йорка» Луїса Гау (Нью-Йорк, The Harbor Press, 1931) та «Регіональні пісеньки Нью-Йорка» Луїса Гау (Нью-Йорк, Harbor Press, 1937), отримали нагороди Американського інституту графічних мистецтв. Друкуючи їх, видавець використав дереворити Бішофф, використовуючи чотири кольори. Рецензент зазначив, що в другій з них вона «ідеально виразила веселість духу, яка надихала авторку на увічнення близько сімдесяти восьми місць навколо села Мангеттен». Рецензент оцінив ілюстрації Бішофф у книзі 1934 року «Ти не можеш погладити опосума» Арни Бонтема (Нью-Йорк, William Morrow & Co.): «Хоча обличчя на ілюстраціях Ільзи Бішофф надмірно карикатурні, малюнки загалом мають безперечний шарм і гумор», а рецензент книги 1939 року «Пітер Пепперкорн» Етель Калверт Філліпс (Бостон, Houghton Mifflin) — був відверто критичним, написавши: «Малюнки Ільзи Бішофф, які схильні до бурлескних сцен і персонажів, яких вони зображують, здаються невдалими». Натомість «Маленька сіра сукня» Мейбл Лі Хант (Нью-Йорк, Frederick A. Stokes Co., 1939) сприйняли позитивно. Один рецензент написав: «Це чудова маленька книжка, яку приємно читати та тримати в руках, вишуканого розміру та форми, прикрашена чутливими малюнками Ільзи Бішофф». Сама Бішофф сказала, що не дуже високо оцінює ці зусилля. Вона зробила виняток для цього прохолодного огляду, обговорюючи одну з останніх книг, до яких створила ілюстрації. 1982 року вона сказала, що її улюбленою ілюстрованою книгою була «Джіджі: історія про коня-карусель» Елізабет Фостер (Бостон, Houghton Mifflin, 1943).
Серед книг з ілюстраціями Бішофф, створеними у перші повоєнні роки, є «Секрет супермаркету» Емілі Віналл (Нью-Йорк, TY Crowell Co., 1945) та «Рубен і його червона тачка» Еліс Далгліш (Нью-Йорк, Grosset & Dunlap, 1946). Одна з газет відтворила одну з її ілюстрацій у своєму огляді чотирнадцятитомної енциклопедії «Чайлдкрафт» (Чикаго, Field Enterprises) 1949 року, зазначивши: «Дух геральдики та лицарства, характерний для Середньовіччя, яскраво виражений у цьому малюнку Ільзи Бішофф».

### Кар'єра письменниці
Наприкінці 1940-х років Бішофф закінчила курс творчого письма, який викладала Мейбл Робінсон у Колумбійському університеті. Вона сказала, що писати їй легко, але відчувала, що їй бракує сил, щоб писати художні твори. Вона згадувала, як сказала, їй «немає чого сказати в романі». Її єдина спроба написати художню біографію, «Горда спадщина» (Нью-Йорк, Coward-McCann, 1949), не сподобалася їй й отримала змішані відгуки. Вона сама сказала, що книга була «жахливою». Однак, як рецензентам, так і їй особисто сподобалися дві інші її книги, одна дитяча історія, а інша — мемуари. Історія «Чудовий пудель» (Нью-Йорк, T. Y. Crowell Co., 1949) отримала довгий відгук у газеті «Нью-Йорк таймс», зокрема: «Усе це складає історію, сповнену ніжності та гумору. Ілюстрації міс Бішофф з однаковою витонченістю зображують як спокійну пишноту замку, так і суворість селянського життя». Рецензент газети «Чикаго Триб'юн» підсумував сюжет: «Історія, хоча й не особливо оригінальна, сподобається молоді своїми люблячими стосунками між хлопчиком і собакою. А ілюстрації автора, дуже стилізовані, справді виняткові». Рецензент газети «Louisville Courier-Journal» сказав: «Ілюстрації надають кольору, інтенсивності та більше сенсу історії про маленького угорського принца Рудольфа та його чудового пуделя. Майже на будь-яке питання, що виникає через місце дії історії, дитина отримує таку чітку відповідь у малюнках, а сама історія розповідається з такою теплотою та почуттям, що будь-яка дитина отримає від неї багатий досвід людських емоцій».
Найвідоміша книга Бішофф — «Drive Slowly—Six Dogs» (Нью-Йорк, Viking Press, 1953), яка отримала захоплений відгук у «Нью-Йорк таймс» від Чарльза Джексона, який написав: «Це чудова книга, весела, зворушлива, непристойна, сумна, галантна, ніжна та чудово написана». Він додав, що книга несвідомо зображує Бішофф «як жінку з надзвичайно здоровим глуздом, чудовим почуттям гумору та рідкісним усвідомленням радості життя». А також, що переконання в тому, що ця книга написана краще, ніж та, яку він раніше вважав найкращою: «Людина та його собака» Томаса Манна (Нью-Йорк, Knopf, 1930), спочатку опублікована як «Herr und Hund» (Берлін, S. Fischer, 1919), а також вийшла під назвою «Bashan and I» (Лондон, W. Collins & Co, 1923).
1965 року Бішофф опублікувала дві статті в журналі «The Russian Review». Першу про Елізабет Віже Лебрен, а друга про Етьєна Моріса Фальконе, французьких художників XVIII століття, які працювали в Російській імперії. Вона сказала, що хотіла опублікувати повну біографію Віже Лебрен, але не змогла знайти достатньо інформації про її життя і натомість написала статтю.

## Особисте життя
Народився 21 листопада 1901 року в Нью-Йорку. Її ім'я при народженні було Ільза Марта Бішофф. Її батько, Ернст Бішофф (1864—1935), був хіміком німецького походження, який заснував і керував фармацевтичним бізнесом Ernst Bischoff Company, Inc. Її мамою була Адель Тімме Бішофф (1872—1931), дочка німецько-американського текстильного виробника в Нью-Йорку.
Вдома сім'я розмовляла німецькою мовою і багато подорожуючи Європою, Бішофф пізніше почала вірити, що втратила можливість зануритись в американську культуру, яка була поширена серед митців, з якими спілкувалася. Однак, попри всю прихильність, яку відчувала до Мюнхена та Парижа, вона сказала, що найбільше любить Нью-Йорк. Відповідаючи на запитання з усної історії 1982 року, вона сказала: «О, я любила Нью-Йорк. Я любила Нью-Йорк до того дня, як поїхала. Я обожнювала його. Абсолютна ньюйоркерка».
У Бішофф був молодший брат, Едвард Тімме Бішофф (1909—1940). Він був президентом компанії Ernst Bischoff, а також яхтсменом і власником корабельні в Ессексі, штат Коннектикут. У Бішофф була старша сестра, Карола Бішоф (1899—1984), яка 1929 року вийшла заміж за Ернста Карла Отто Фрідріха фон Дуйсбурга (1884 — близько 1945). Пара розлучилася 1932 року. 1934 році сестра вийшла заміж за Гарольда Грейвса Тервіллігера (1888—1976) і залишалася у шлюбі до його смерті. Фон Дуйсбург був власником великих сільськогосподарських маєтків у тодішньому Вільгелові, Німеччина, а зараз у Велоглови, Польща. Тервіллігер, який на момент одруження очолював бізнес, став президентом Ernst Bischoff Company після смерті брата Бішофф, Едварда. Окрім того, що Ернст Бішофф призначив свого сина президентом компанії, він також заповів включити до ради директорів дітей після їхнього повноліття.
Бішофф ніколи не була одружена. За її словами, на початку 1930-х років, вона почувалася дуже самотньою після смерті батьків. Попри це, вона вела активне громадське життя. Вона насолоджувалася своїм членством у приватному клубі для професійних жінок (Космополітичний клуб), але не любила роботу в комітетах і, частково з цієї причини, не брала участі в організаціях художників. У 1940-х роках Бішофф з сестрою почали купувати вишукані порцелянові вироби компаній Meissen та Nymphenburg, переважно у німецьких біженців в Америці. Зрештою, вони зібрали чималу колекцію. Протягом багатьох років Бішофф жила у квартирі з видом на Іст-Ривер на 16-му та 17-му поверхах будинку у Верхньому Іст-Сайді Мангеттену та цегляним будинком у Гартленді, штат Вермонт.
Померла 6 грудня 1990 року у своєму будинку в Гартленді, штат Вермонт.

## Виноски
1. ↑  Наприклад, відскановані зображення суднових декларацій, доступні на сайтах FamilySearch та Ancestry, показують, що вона поверталася до Нью-Йорка з Європи у 1922, 1923, 1924, 1926, 1928, 1930, 1931, 1934, 1935, 1936, 1938 (тричі).
2. ↑  Вперше заселена 1880 року та знесена 1960 року, будівля Sherwood Studio містила сорок п'ять три- та чотирикімнатних квартир. Загальне планування поверху - великаа студія з вікнами від підлоги до стелі, вітальнею та однією або двома спальнями[21]. 
Бішофф назвала це «чудовою будівлею». Вона казала, що різноманітні моделі художників бродили залами, пропонуючи свої послуги[9].
3. ↑  Ці цитування отримано шляхом пошуку в базі даних WorldCat, книжковому каталозі Бібліотеки Конгресу, станом на 5 квітня 2021 року.
4. ↑  Агент Бішофф заявив, що вона померла від хвороби Паркінсона. У її свідоцтві про смерть зазначено хворобу серця та стверджується, що перелом правого стегна сприяв її смерті.[38][62]